# OpenJDK
OpenJDK是Java的开发环境（JDK）的开源版本，完全自由，开放源码。
Sun Microsystems公司在2006年的JavaOne大会上称将对Java开放源代码，于2009年4月15日正式发布OpenJDK。甲骨文在2010年收購Sun Microsystem之後接管了這個專案。

## 歷史
2008年5月，Fedora 9及Ubuntu 8.04於發行版中發佈OpenJDK，完整地基於自由及开放源代码的OpenJDK。
2008年6月，IcedTea 6（Fedora 9上的一個套件版本的OpenJDK）宣布已通過Technology Compatibility Kit測試，可以稱得上是一個完全兼容的Java 6的執行環境。
2008年7月12日，Debian接受了OpenJDK-6的不穩定版本，但目前情況已經穩定。OpenJDK也可以在openSUSE、Red Hat Enterprise Linux及其衍生系統，如CentOS中找到。
自2008年7月，OpenJDK 7可以運行在Mac OS X和其他的BSD發行版。
2009年7月，Ubuntu 9.04中的二進制版本OpenJDK在Java SE 6 JCK中通過了所有的兼容性測試。
2016年8月22日，Google在Android 7.0 Nougat中，將專利的JDK替換成開源方案的OpenJDK，以徹底解決Java的專利問題。